# 잉글랜드 민주당
잉글랜드 민주당(영어: English Democrats)은 영국의 우익 및 극우 정당으로 2002년에 설립했다.

## 같이 보기
- 잉글랜드 의회